# Kaarma-Jõe
Kaarma-Jõe is een plaats in de Estlandse gemeente Saaremaa, provincie Saaremaa. De plaats heeft de status van dorp (Estisch: küla).
Tot in oktober 2017 heette de plaats Jõe. De plaats lag tot in december 2014 in de gemeente Kaarma en tussen december 2014 en oktober 2017 in de gemeente Lääne-Saare. In die laatste maand werden alle gemeenten op het eiland Saaremaa samengevoegd. Omdat er in de fusiegemeente nog een ander dorp Jõe ligt, werd dit dorp Jõe omgedoopt.

## Bevolking
Het dorp had 45 inwoners op 31 december 2011 en 27 inwoners op 31 december 2021.

## Geschiedenis
(Kaarma-)Jõe ontstond pas in de jaren twintig van de 20e eeuw op het landgoed Kaarma-Loona (Duits: Klausholm). Het landhuis van het landgoed, dat is gesticht in de 16e eeuw, is bewaard gebleven en ligt op het grondgebied van Kaarma-Jõe. Het landgoed is onder andere in het bezit geweest van de families von Berg en von Güldenstubbe. De laatste eigenaar voordat het landgoed in 1919 werd onteigend door het onafhankelijk geworden Estland, was Odert von Poll. Het landhuis is (in sterk verbouwde vorm) in gebruik als houtfabriek.
In 1977 werd Jõe omgedoopt in Loone, in 1997 kwam de naam Jõe terug en sinds 2017 heet het dorp Kaarma-Jõe.